# The Alexander Technique
The Alexander Technique è il quinto album in studio del musicista inglese Rex Orange County, pubblicato il 6 settembre 2024 da RCA Records.

## Tracce
1. Alexander – 4:44
2. Guitar Song – 3:57
3. 2008 – 2:33
4. Therapy – 4:05
5. 4 in the Morning – 2:07
6. Jealousy – 4:00
7. The Table – 2:53
8. Pure – 4:05
9. One of These Days – 2:31
10. Carrera – 2:16
11. Much Too Much – 3:18
12. Sliding Doors – 3:20
13. Lost for Words – 3:22
14. Look Me in the Eyes (featuring James Blake) – 3:44
15. New Years – 3:09
16. Finally – 3:03